# Franqueville-Saint-Pierre
Franqueville-Saint-Pierre é uma comuna francesa na região administrativa da Normandia, no departamento de Sena Marítimo. Estende-se por uma área de 8,56 km². Em 2010 a comuna tinha 6 305 habitantes (densidade: 736,6 hab./km²).